# Chemmy Alcott
Chimene Mary Alcott detta Chemmy (Londra, 10 luglio 1982) è un'ex sciatrice alpina britannica. Atleta di punta della squadra britannica negli anni duemila, era una sciatrice polivalente.

## Biografia
Nata nel quartiere londinese di Twickenham ma già sugli sci a diciotto mesi, durante una vacanza in Francia coi genitori, partecipò alla prima gara all'età di tre anni.

### Stagioni 1998-2002
Attiva in gare FIS dall'agosto del 1997, la Alcott nel 1998 partecipò ai suoi primi Mondiali juniores, mentre nel 1999 esordì ai Campionati mondiali: nella rassegna iridata di Vail/Beaver Creek si piazzò 33ª nello slalom gigante e non completò lo slalom speciale. Sempre nel 1999 debuttò anche in Coppa Europa, il 21 dicembre all'Alpe d'Huez in supergigante (68ª), e in Coppa del Mondo, il 28 dicembre a Lienz in slalom gigante, senza completare la prova; da allora prese parte con regolarità al circuito, ottenendo anche alcuni buoni piazzamenti.
Ai Mondiali di Sankt Anton am Arlberg 2001 si piazzò 36ª nel supergigante mentre l'anno dopo ai XIX Giochi olimpici invernali di Salt Lake City 2002, suo esordio olimpico, si classificò 32ª nella discesa libera, 28ª nel supergigante, 30ª nello slalom gigante, 14ª nella combinata e non completò lo slalom speciale.

### Stagioni 2003-2009
Ai Mondiali di Sankt Moritz 2003 si piazzò 33ª nella discesa libera e 25ª nello slalom gigante e a quelli di Bormio/Santa Caterina Valfurva 2005 fu 19ª nella discesa libera, 22ª nel supergigante, 35ª nello slalom gigante e non completò la combinata. Ai XX Giochi olimpici invernali di Torino 2006 si classificò 11ª nella discesa libera, 19ª nel supergigante, 22ª nello slalom gigante e non completò la combinata.
Il 15 dicembre 2006 ottenne il suo miglior piazzamento in Coppa del Mondo, il 7º posto nella supercombinata disputata a Reiteralm; ai successivi Mondiali di Åre 2007 si piazzò 28ª nel supergigante, 27ª nello slalom gigante e non completò la discesa libera e la supercombinata, mentre a quelli di Val-d'Isère 2009 fu 15ª nella discesa libera, 29ª nello slalom gigante e 17ª nella supercombinata.

### Stagioni 2010-2014
Ai XXI Giochi olimpici invernali di Vancouver 2010 si classificò 13ª nella discesa libera, 20ª nel supergigante, 27ª nello slalom gigante, 11ª nella supercombinata e non completò lo slalom speciale. Non disputò quasi tutta la stagione 2011-2012 a causa della frattura di tibia e perone della gamba destra durante un allenamento per la discesa di Lake Louise, in Canada.
Ai Mondiali di Schladming 2013, suo congedo iridato, si piazzò 24ª nel supergigante e ai XXII Giochi olimpici invernali di Soči 2014, sua ultima presenza olimpica, si classificò 19ª nella discesa libera, 23ª nel supergigante e non completò la supercombinata. Disputò la sua ultima gara in Coppa del Mondo il 2 marzo 2014, la discesa libera di Crans-Montana che non completò, e si ritirò al termine di quella stessa stagione 2013-2014; la sua ultima gara in carriera fu la supercombinata dei Campionati britannici 2014, disputata a Méribel il 3 aprile e nella quale la Alcott vinse la medaglia d'oro.

## Palmarès

### Festival olimpico della gioventù europea
- 2 medaglie:
  - 1 argento (supergigante a Poprad-Tatry 1999)
  - 1 bronzo (slalom gigante a Poprad-Tatry 1999)

### Coppa del Mondo
- Miglior piazzamento in classifica generale: 32ª nel 2007

### Coppa Europa
- Miglior piazzamento in classifica generale: 56ª nel 2001

### Nor-Am Cup
- Miglior piazzamento in classifica generale: 36ª nel 2002
- 1 podio:
  - 1 terzo posto

### South American Cup
- Miglior piazzamento in classifica generale: 10ª nel 2009
- 1 podio:
  - 1 vittoria

#### South American Cup - vittorie
| Data              | Località | Paese | Specialità |
| ----------------- | -------- | ----- | ---------- |
| 16 settembre 2008 | La Parva | Cile  | SG         |

Legenda:

SG = supergigante

### Australia New Zealand Cup
- Vincitrice dell'Australia New Zealand Cup nel 1999
- Vincitrice della classifica di slalom speciale nel 1999
- 7 podi:
  - 5 vittorie
  - 1 secondo posto
  - 1 terzo posto

#### Australia New Zealand Cup - vittorie
| Data           | Località      | Paese         | Specialità |
| -------------- | ------------- | ------------- | ---------- |
| 21 agosto 1999 | Coronet Peak  | Nuova Zelanda | SL         |
| 21 agosto 1999 | Coronet Peak  | Nuova Zelanda | SL         |
| 26 agosto 1998 | Perisher Blue | Nuova Zelanda | SL         |
| 21 agosto 1998 | Mount Hutt    | Nuova Zelanda | SL         |
| 19 agosto 1998 | Mount Hutt    | Nuova Zelanda | SL         |

Legenda:

SL = slalom speciale

### Campionati britannici
- 37 medaglie:
  - 32 ori (supergigante nel 2001; discesa libera, supergigante, slalom gigante nel 2002; discesa libera, supergigante, slalom gigante, slalom speciale nel 2003; discesa libera, slalom gigante, slalom speciale nel 2005; slalom gigante, slalom speciale nel 2006; discesa libera, supergigante, slalom gigante, slalom speciale nel 2007; discesa libera, supergigante, slalom gigante, slalom speciale nel 2008; discesa libera, supergigante, slalom gigante, slalom speciale, supercombinata nel 2009; discesa libera, slalom gigante, supercombinata nel 2010; discesa libera, supergigante, supercombinata nel 2014)
  - 5 argenti (supergigante, slalom gigante nel 1998; slalom speciale nel 2001; supercombinata nel 2008; supergigante nel 2010)